# Förpackning

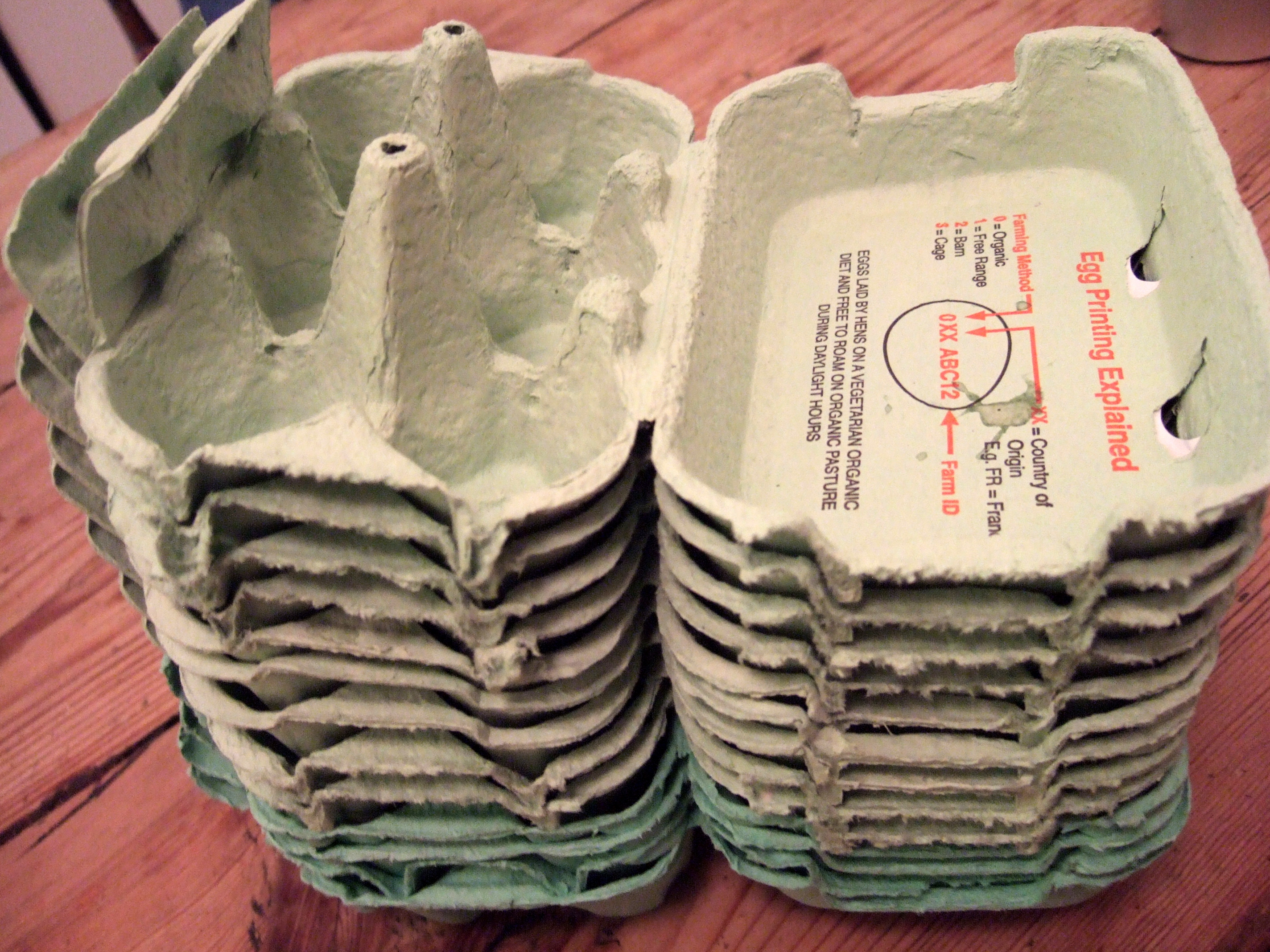
Tomma äggförpackningar.

Förpackning eller emballage är en produkt tillverkad för att skydda, hantera, leverera och presentera en vara. Förpackning kan även syfta på arbetet med att förse varor med hölje.

## Typer av förpackningsmaterial
- Glas
- Plast
- Papper
- Metall
- Keramik
- Trä